# جائزة أستراليا الكبرى للدراجات النارية 1996
جائزة أستراليا الكبرى للدراجات النارية 1996 هو سباق دراجات نارية أقيم بتاريخ 20 أكتوبر 1996. كان الجولة الخامسة عشر من أصل 15 في سباق الجائزة الكبرى للدراجات النارية موسم 1996. فاز لوريس كابيروسي بفئة الموتو جي بي بينما جاء تادايوكي أوكادا في المركز الثاني وحصل على المركز الثالث كارلوس تشيكا.

## وصلات خارجية
- الموقع الرسمي